# Zaischnopsis coenotea
Zaischnopsis coenotea is een vliesvleugelig insect uit de familie Eupelmidae. De wetenschappelijke naam is voor het eerst geldig gepubliceerd in 2005 door Gibson.